# Cézan
Cézan é uma comuna francesa na região administrativa de Occitânia, no departamento de Gers. Estende-se por uma área de 12,22 km². Em 2010 a comuna tinha 227 habitantes (densidade: 18,6 hab./km²).